# Dame d'honneur à la cour de Russie

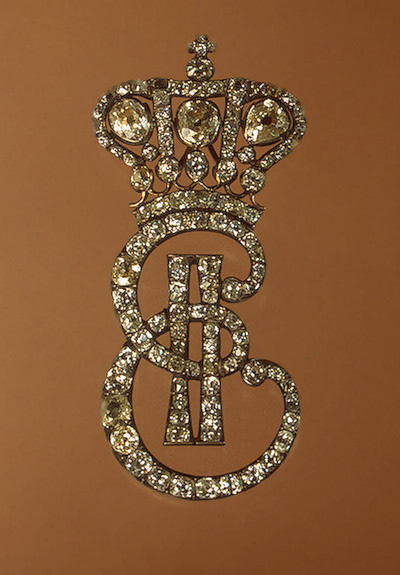
Chiffre en diamants de la Grande Catherine

Les dames d'honneur à la cour impériale de Russie (придворные дамы) sont des dames de l'aristocratie en service à la cour auprès des femmes de la famille impériale et organisées selon la stricte hiérarchie de la table des rangs créée par Pierre le Grand, avec sa définition du tchin (rang) féminin, le 24 janvier 1722.

## Définition selon la table des rangs
Les anciennes fonctions féminines à la cour des tsars partagées entre boyarines (épouse d'un boyard), nourrices, femmes de chambre, préceptrices, etc. sont abolies. La nouvelle hiérarchie est instituée selon une dénomination allemande, avec l'influence de la cour de Versailles que Pierre le Grand avait observée.
- Ober-Hofmeisterin (littéralement grande-maîtresse de la cour)
- Épouses des conseillers secrets, correspondant à la deuxième classe
- Deïstvitelnaïa Statsdame (littéralement dame d'État actuelle)
- Deïstvitelnaïa Kammer-devitsa (Littéralement demoiselle actuelle de la chambre), correspondant à la quatrième classe et aux épouses des présidents de collège
- Hofdame (littéralement dame de la cour) correspondant à la cinquième classe et aux épouses de généraux de brigade
- Hofdevitsa (littéralement demoiselle de la cour), correspondant aux épouses de colonels
- Kammer-devitsa (littéralement demoiselle de la chambre)

Dans la pratique ces sept rangs sont réduits dès le milieu du XVIIIe siècle à cinq et les dénominations changent. Les premiers quatre rangs ne concernent que quatre-vingt-deux dames dans le courant du XVIIIe siècle et dix-huit en 1915.
- Ober-Hofmeisterin (Grande-maîtresse de la Cour)
- Hofmeisterin (à partir de 1748) (Maîtresse de la Cour)
- Statsdame, elles sont douze en 1796 (Dame de l'État)
- Kammer-Fräulein (Demoiselle de la Chambre)
- Fräulein (prononcé Freïlina à la russe), elles sont douze en 1796 (Demoiselle d'honneur)

## Service

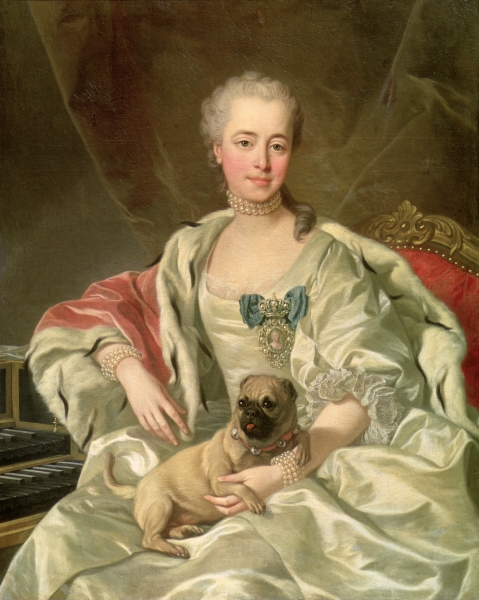
Portrait de la princesse Catherine Galitzine, née Cantemir (1720-1761), avec portrait de l'impératrice Catherine II, par Van Loo (musée Pouchkine)

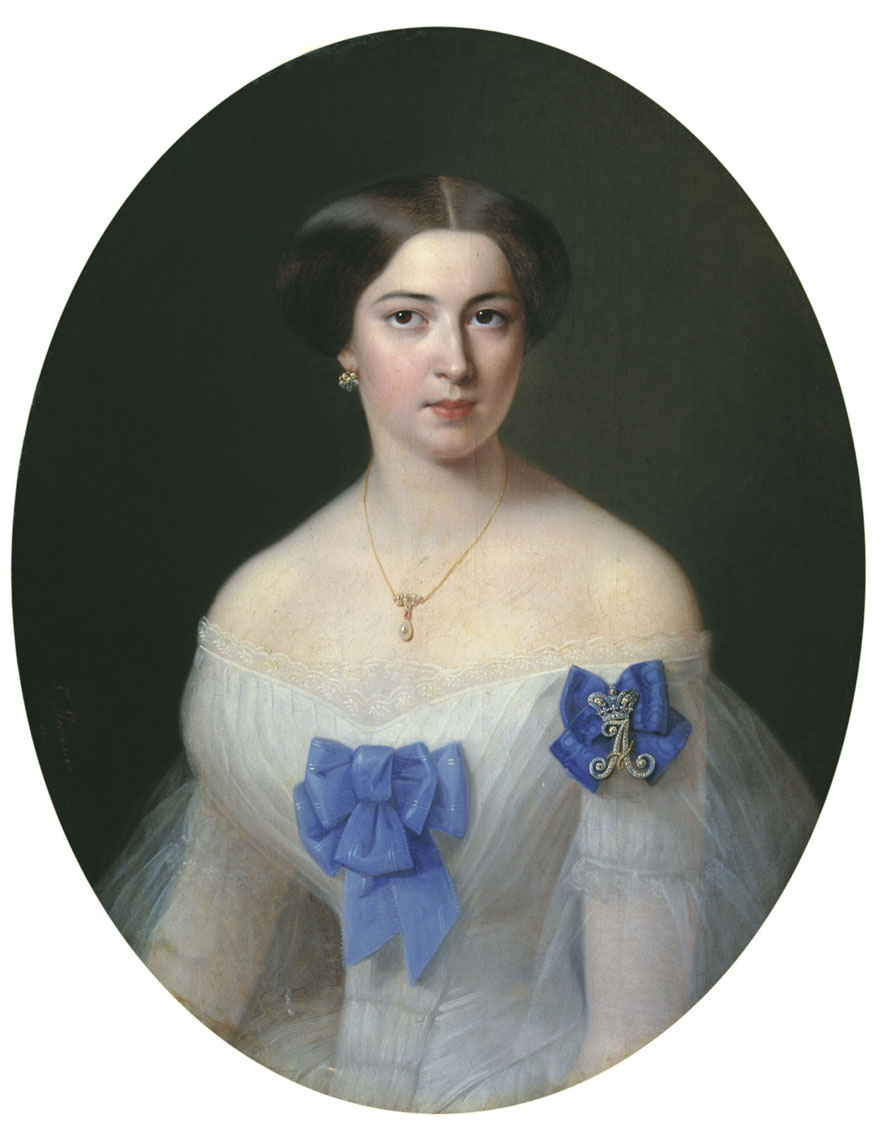
Portrait de la Fräulein A.P. Alexandrova, avec le chiffre de l'impératrice Alexandra, par Yakovlev

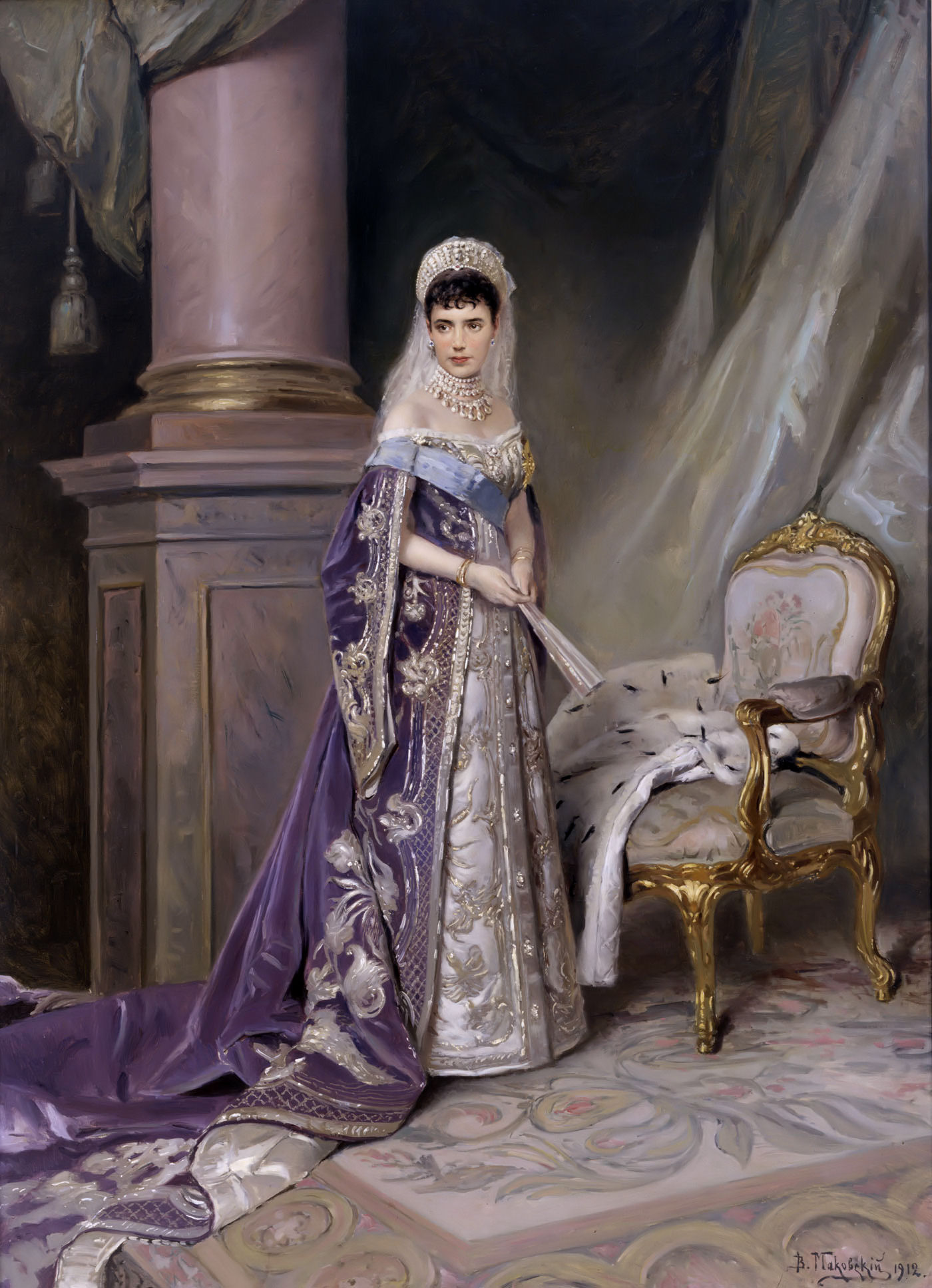
Portrait de l'impératrice Marie Féodorovna, par Makovski en 1912. L'impératrice porte la tenue de cour réglementaire depuis Nicolas Ier, avec sarafane et kokochnik à la russe. Le rang de Fräulein donne droit à la couleur rouge et à la couleur blanche.

Le rang de Fräulein est assez répandu. Il y en avait par exemple 189 en 1881 sur les 203 dames d'honneur de la cour et, en 1914, 261 sur 280. Une Fräulein ou une Kammer-Fräulein en principe n'est pas mariée. Un petit nombre de celles qui se mariaient recevaient un titre plus élevé, la majorité des autres quittaient le service de la cour. En 1826, Nicolas Ier fixe à trente-six le nombre de Fräulein. Elles font partie de la suite de l'impératrice, des grandes duchesses et des princesses de la famille impériale, et sont donc appelées Fräulein à la Suite. Les gouvernantes des grandes duchesses en faisaient partie.
Le rang de Kammer-Fräulein est réservé à quatre ou cinq dames (ou plutôt demoiselles) d'honneur, et celui de Statsdame concernait cinq dames en 1914, épouses de hauts personnages. La plupart de ces dames d'honneur de haut rang étaient récipiendaires de l'ordre de Sainte-Catherine ou d'autres ordres. Elles étaient presque toutes en congé de service et ne servaient plus à la cour. Il s'agissait donc d'une fonction hautement honorifique.
Le rang de Hofmeisterin ou de Ober-Hofmeisterin donne préséance sur les précédentes. Elles font partie de la maison de l'impératrice ou des grandes duchesses et sont chargées de leur présenter les dames invitées à la cour, ou de les mener en audience. Ce rang n'est plus attribué à partir des années 1880 et la fonction est dévolue aux Statsdamen et chez les grandes-duchesses même à de simples dames de la cour ne possédant pas de titre de cour.
Le rang de Hofmeisterin, de Statsdame et de Kammer-Fräulein donnait droit à l'appellation obligatoire de Votre Haute Excellence (Ваше Высокопревосходительство).
Lors des cérémonies officielles, les dames d'honneur doivent être vêtues des robes de cour en brocard d'or ou d'argent, selon un règlement strict datant de Nicolas Ier en 1834, fixant les détails de la façon, de l'étoffe et de la couleur. Lorsqu'on est Hofmeisterin, Statsdame ou Kammer-Fräulein, on a le droit de porter au-dessus du sein droit un portrait de l'impératrice, d'où la dénomination de dame à portrait, position fort enviée à la cour. Après leur service les dames le portent à gauche. Les dames d'honneur possédant le rang de Fräulein portent quant à elle le chiffre de l'impératrice, ou de la grande duchesse auprès de qui elles sont en service à l'épaule gauche. Au XVIIIe siècle, certaines d'entre elles avaient le privilège de porter des boucles à leur coiffure.
L'institut pour l'éducation des jeunes filles nobles, ou institut Smolny à côté du couvent Smolny, fondé en 1764 par la Grande Catherine étaient avant 1917 une pépinière de futures dames de la cour. Beaucoup d'entre elles devenaient plus tard favorites de telle ou telle à la cour, ou des empereurs.

## Source
- (ru) Cet article est partiellement ou en totalité issu de l’article de Wikipédia en russe intitulé « Придворные дамы Российской империи » (voir la liste des auteurs).